# Haderslev Domprovsti
Haderslev Domprovsti er et provsti i Haderslev Stift.  Provstiet ligger i Haderslev Kommune.
Haderslev Domprovsti består af 27 sogne med 29 kirker, fordelt på 18 pastorater.

## Pastorater
| Pastorater i Haderslev Domprovsti | Pastorater i Haderslev Domprovsti | Pastorater i Haderslev Domprovsti |
| --------------------------------- | --------------------------------- | --------------------------------- |
| Bevtoft-Skrydstrup Pastorat       | Fjelstrup-Aller Pastorat          | Gammel Haderslev Pastorat         |
| Gram-Fole Pastorat                | Haderslev Vor Frue Pastorat       | Halk-Grarup-Vilstrup Pastorat     |
| Hammelev Pastorat                 | Højrup Pastorat                   | Hoptrup Pastorat                  |
| Moltrup-Bjerning Pastorat         | Nustrup Pastorat                  | Øsby Pastorat                     |
| Sommersted-Oksenvad Pastorat      | Sønder Starup Pastorat            | Tyrstrup-Hjerndrup Pastorat       |
| Vedsted Pastorat                  | Vojens-Jegerup-Maugstrup Pastorat | Åstrup-Vonsbæk Pastorat           |

## Sogne
| Sogne i Haderslev Domprovsti | Sogne i Haderslev Domprovsti | Sogne i Haderslev Domprovsti |
| ---------------------------- | ---------------------------- | ---------------------------- |
| Bevtoft Sogn                 | Bjerning Sogn                | Fjelstrup Sogn               |
| Fole Sogn                    | Gammel Haderslev Sogn        | Gram Sogn                    |
| Grarup Sogn                  | Haderslev Vor Frue Domsogn   | Halk Sogn                    |
| Hammelev Sogn                | Hjerndrup Sogn               | Hoptrup Sogn                 |
| Højrup Sogn                  | Jegerup Sogn                 | Maugstrup Sogn               |
| Moltrup Sogn                 | Nustrup Sogn                 | Oksenvad Sogn                |
| Skrydstrup Sogn              | Sommersted Sogn              | Sønder Starup Sogn           |
| Vedsted Sogn                 | Vilstrup Sogn                | Vojens Sogn                  |
| Vonsbæk Sogn                 | Øsby Sogn                    | Åstrup Sogn                  |